# 이석준 (배우)
이석준(1972년 8월 5일 ~ )은 대한민국의 배우이다.

## 출연작

### 드라마
- 1997년 MBC 청춘시트콤 《남자셋 여자셋》
- 1998년 SBS 주간시트콤 《시트콤 LA아리랑》
- 2007년 MBC 단막극 《MBC 베스트극장 - 동쪽마녀의 첫 번째 남자》 ... 박희돈 역
- 2008년 MBC 월화드라마 《에덴의 동쪽》 ... 한신부 역
- 2009년 SBS 《미세스타운 - 남편이 죽었다》 ... 민창욱 역
- 2009년 MBC 일일연속극 《살맛 납니다》 ... 홍경수 학교 선배 역
- 2011년~2012년 MBC 주말특별기획 《애정만만세》 ... 명품숍 사장 역
- 2012년 MBC 천년특별기획 《무신》 ... 이장용 역
- 2013년 SBS 주말극장 《원더풀 마마》 ... 한동수 역
- 2016년 JTBC 금토드라마 《이번주, 아내가 바람을 핍니다》 ... 지선우 역
- 2018년 MBC 《위대한 유혹자》 ... 윤준영 역
- 2019년 KBS2 《단, 하나의 사랑》 ... 이연서 아버지 역
- 2021년 JTBC 《로스쿨》 ... 송기준 역
- 2022년 SBS 금토드라마 《소방서 옆 경찰서》 ... 염동철 역

### 영화
- 《마리이야기》 (2002년) - 사무실 동료 1 (목소리) 역
- 《4인용 식탁》 (2003년) - 창현 역
- 《멋진 인생》 (2011년) - 석준 역
- 《용의자X》 (2012년) - 태우 역
- 《메이킹 패밀리》 (2016년)
- 《검사외전》 (2016년) - 임태근 역
- 《고산자, 대동여지도》 (2016년) - 정호 부 역
- 《채비》 (2017년) - 문경애인 역
- 《치즈인더트랩》 (2018년) - 유정 부 역

### 방송
- 2001년 ~ 2002년 《바나나를탄 끼끼》 ... 끼끼(1대) 역

### 뮤지컬
- 2002년 《젊은 베르테르의 슬픔》 ... 알베르트 역
- 2002년 《카르멘》 ... 돈 호세 역
- 2003년 《젊은 베르테르의 슬픔》 ... 알베르트 역
- 2004년 《블러드 브라더스》 ... 나레이터 역
- 2005년 《틱틱붐》 ... 조나단 역
- 2005년 《아이다》 ... 라다메스 역
- 2006년 《헤드윅》 ... 헤드윅 역
- 2009년 《건메탈 블루스》 ... 샘 갈라하드 역
- 2009년 《형제는 용감했다》 ... 이석봉 역
- 2010년 《스토리 오브 마이 라이프》 ... 앨빈 켈비 역
- 2011년 《미드썸머》 ... 밥 역
- 2011년 《톡식히어로》 ... 멜빈/톡시 역
- 2011년 《스토리 오브 마이 라이프》 ... 앨빈 켈비 역
- 2012년 《스토리 오브 마이 라이프》 ... 앨빈 켈비 역
- 2013년 《투모로우 모닝》 ... 잭 역
- 2013년 《인당수 사랑가》 ... 변학도 역
- 2014년 《공동경비구역JSA》 ... 오경필 역
- 2015년 《스토리 오브 마이 라이프》 ... 앨빈 켈비 역
- 2017년 《틱틱붐》 ... 존 역
- 2019년 《반 고흐와 해바라기 소년》 ... 빈센트 반 고흐 역

### 연극
- 1996년 《바람과 함께 사라지다》
- 2008년 《썸걸즈》 ... 강진우 역
- 2009년 《39계단》 ... 리챠드 해니 역
- 2010년 《욕망이라는 이름의 전차》 ... 스탠리 역
- 2010년 《썸걸즈》 ... 강진우 역
- 2011년 《디너》 ... 탐 역
- 2012년 《벚꽃동산》 ... 로파힌 역
- 2013년 《스테디 레인》 ... 대니 역
- 2014년 《M.Butterfly》 ... 르네 갈리마르 역
- 2014년 《사회의 기둥들》 ... 요한 퇴네센 역
- 2015년 《M.Butterfly》 ... 르네 갈리마르 역
- 2015년 《프로즌》 ... 랄프 역
- 2015년 《카포네 트릴로지》 ... OLDMAN 역
- 2015년 《살짝 넘어갔다가 얻어맞았다》 ... 장창 역
- 2015년 《터미널》
- 2016년 《엘리펀트 송》 ... 그린버그 역
- 2016년 《킬 미 나우》 ... 제이크 스터디 역
- 2016년 《카포네 트릴로지》 ... OLDMAN 역
- 2017년 《벙커 트릴로지》 ... 병사 1 역
- 2017년 《킬 미 나우》 ... 제이크 스터디 역
- 2017년 《프로즌》 ... 랄프 역
- 2018년 《더 헬멧》 ... 헬멧1 역
- 2018년 《킬롤로지》 ... 알란 역
- 2018년 《벙커 트릴로지》 ... 병사 1 역
- 2019년 《시련》 ... 존 프락터 역
- 2019년 《킬 미 나우》  ... 제이크 스터디 역